# Giuseppe Ferrario (ingegnere)

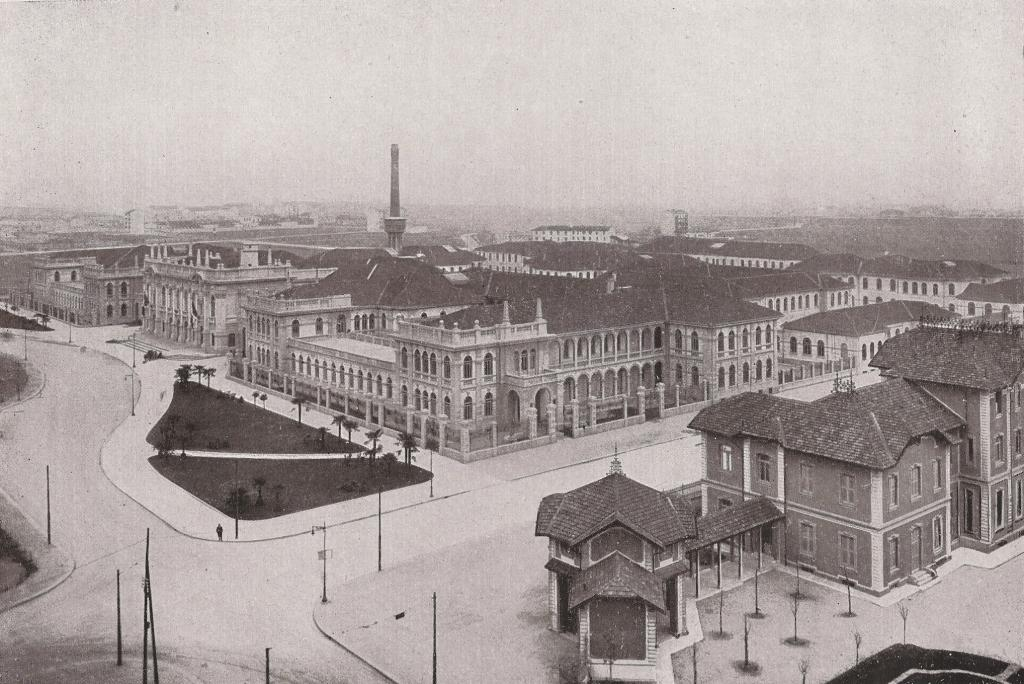
Milano: Città Studi con il Regio Politecnico in una fotografia del 1930.

Giuseppe Ferrario (Luino, 27 novembre 1877 – Milano, 14 settembre 1932) è stato un ingegnere, cartografo e topografo italiano.

## Biografia
Laureatosi in Ingegneria al Politecnico di Torino nel 1910, fu assistente di Giovanni Celoria al Regio Istituto Tecnico Superiore di Milano e quindi docente di Geodesia, Topografia e Cartografia nello stesso istituto, di cui fu anche vicedirettore e dove diresse il gabinetto di topografia (dal 1915) e l'istituto di geodesia (dal 1922).
La sua vita accademica e le sue opere scritte furono dedicate essenzialmente allo studio e all'insegnamento. Si occupò maggiormente di topografia o, meglio, di "eidipsometria", termine di uso ottocentesco per indicare la fase di rilevamento planimetrico e altimetrico propedeutica alla stesura di una carta topografica vera e propria. In quest'ambito rientrano anche i suoi limitati impegni al di fuori del mondo accademico, come fu ad esempio la partecipazione al progetto di Piano regolatore generale di Lecco nel 1907, per i rilievi topografici.
Dopo la sua morte, nel comune di Mergozzo, sulla facciata della casa in piazza Marconi 5 dove villeggiava, è stata apposta una lapide in marmo bianco a commemorazione dei soggiorni estivi di Giuseppe Ferrario nel piccolo paese della Val d'Ossola sulle sponde del lago omonimo.

## Opere pubblicate
- La topografia e la geodesia nell'insegnamento e nella tecnica dell'ingegnere. Sull'opportunità di istituire un Corso elementare di applicazioni geometriche a scopo di coltura generale, Lecco, Fratelli Grassi, 1914.
- Memoriale di eidipsometria, Milano, Cattaneo, 1919.
- Tavole centesimali e modelli d'osservazione e di calcolo di eidipsometria. A complemento del Memoriale di eidipsometria, Milano, Cattaneo, 1919 (nuova ed. trasformata e ampliata delle Tavole centesimali per la celerimensura di Francesco Borletti).
- Strumenti eidipsometrici, Milano, Cattaneo, 1920.
- In memoria del senatore Giovanni Celoria, Milano, Saita & Bertola, 1920 (estratto dall'Annuario, Regio Politecnico di Milano, anno accademico 1920-1921).
- Livellazione geometrica di precisione dei capisaldi idrometrici del Lago Maggiore nel territorio di Pallanza, Milano, 1930 (estratto dai Rendiconti, Reale Istituto Lombardo di Scienze e Lettere, serie II, vol. LXIII).
- Memoriale e tavole centesimali di eidipsometria con modelli di osservazione e di calcolo, Milano, Libreria editrice politecnica, 1931.
- La livella. Considerazioni teoriche e norme per l'uso come organo strumentale di posizione e di misura nella geometria applicata e nella meccanica di precisione, Milano, Hoepli, 1932.